# Arnaud (Haïti)
Arnaud (Haïtiaans-Creools: Ano) is een stad en gemeente in Haïti. De gemeente maakt deel uit van het arrondissement Anse-à-Veau in het departement Nippes.
Arnaud is een relatief nieuwe gemeente. Ze is middels een wet van 1 april 2002 afgesplitst van de gemeente Anse-à-Veau en telt 20.700 inwoners. Ze bestaat uit drie gemeentesecties (section communale): Arnaud (Morcou), Baconnois-Barreau en Baquet.
Op 23 november 2006 heeft een aantal families Arnaud tijdelijk moeten verlaten na overstromingen, veroorzaakt door hevige regenval.

## Indeling
De gemeente bestaat uit de volgende sections communales:
| Nr. | Naam              | Km²   | Inw.2015 |
| --- | ----------------- | ----- | -------- |
| 1   | Baconnois-Barreau | 35,28 | 8.712    |
| 2   | Baquet            | 19,47 | 6.023    |
| 3   | Arnaud            | 22,54 | 5.983    |